# Biserica Sfântul Ilie - Rahova din București
Biserica Sfântul Ilie Rahova se află pe strada Constantin Silvestru nr. 79 și strada Sfântul Ilie, pe unde trecea cândva Calea Rahovei (sector 5, București). Se numea atunci Biserica de la Gorgănel. În perioada demolărilor din anii comunismului a fost translatată 51 de metri, pentru a face loc Bulevardului Unirii. Este monument istoric cu cod LMI B-II-m-B-19695.
1. 1 2  Monuments database, 6 noiembrie 2017